# Catherine Fonck
Catherine Doyen-Fonk (Ciney, 22 settembre 1968) è una politica belga membro del Centro Democratico Umanista. Catherine Fonck è la moglie di Jacques Doyen, figlio di Charles Doyen, ex capo del Partito Sociale Cristiano del distretto di Mons. È stata ministro dell'infanzia, degli aiuti alla gioventù e della salute nella Comunità francese del Belgio dal 2004 al 2009 e segretario di Stato per l'ambiente e segretario di Stato per le riforme istituzionali all'interno del governo federale negli affari comuni (2014). Attualmente è Presidente del gruppo cdH nella Camera dei rappresentanti dal 13 ottobre 2014.

## Carriera professionale
Laureata all'Université catholique de Louvain nel 1993, specializzandosi in medicina interna e nefrologia, ha iniziato a lavorare presso le Cliniques Universitaires Saint-Luc a Bruxelles e poi presso la Clinique et Maternité Sainte-Elisabeth a Namur.

## Attività politica
Deputato federale dal giugno 2003, membro effettivo della commissione per la riqualificazione della sanità pubblica, dell'ambiente e della società e membro sostitutivo della commissione per l'economia e della commissione per gli affari sociali.
Dal luglio 2004 al luglio 2009 è stata ministro dell'infanzia, degli aiuti alla gioventù e della salute nella Comunità francese. Nelle elezioni legislative del 10 giugno 2007, Catherine Fonck è capo dell'elenco CDH nella Camera nella provincia dell'Hainaut dove ha ottenuto un punteggio di 25 685 voti di preferenza.
È eletta deputata federale ma lascia il suo posto al suo vicepresidente per rimanere Ministro per l'infanzia, l'aiuto alla gioventù e alla salute nella Comunità francese. Nel giugno 2009, è responsabile delle elezioni regionali del CDH nel distretto di Mons e ottiene 7 986 voti di preferenza. Tuttavia, non viene nominata come Ministro comunitario e diventa nuovamente membro del Parlamento.
Nel gennaio 2010 è nominata Vice Presidente del Centro Democratico Umanista. Catherine Fonck è anche l'attuale leader del gruppo CDH nel Parlamento federale. Sostituisce il 22 luglio 2014 Melchior Wathelet come Segretario di Stato fino al 13 ottobre 2014.